# Gołasze-Dąb
Gołasze-Dąb – wieś w Polsce położona w województwie podlaskim, w powiecie wysokomazowieckim, w gminie Kulesze Kościelne.
W latach 1975–1998 miejscowość administracyjnie należała do województwa łomżyńskiego.
Wierni kościoła rzymskokatolickiego należą do parafii św. Bartłomieja Apostoła w Kuleszach Kościelnych.

## Historia
W obrębie późniejszej okolicy szlacheckiej Gołasze mieszkała rodzina szlachecka posługująca się przydomkiem Golas, (Gołas). Z czasem przyjęli oni nazwisko Gołaszewski herbu Kościesza.
W 1471 r. zapisywano dane o Stefanie, Stanisławie i Bartłomieju na Gołasiach. W roku 1493 wśród fundatorów kościoła w Kuleszach Rokitnicy wymieniony Maciej z Gołasz Dąb. Popis pospolitego ruszenia z 1528 roku wzmiankuje wieś Seło Gołasi Dubowych zemiane. Mieszkało tu 10 rycerzy zobowiązanych do służby wojskowej oraz 1 wdowa.
W 1580 r. dziedziczyli tu:
- Stanisław Golas Górka
- Matys syn Bartosa
- Matis syn Rosłana z Kuleszy Byków
- pół włóki należało do chłopów

Inni Gołaszewscy:
- Jan Gołaszewski był burgrabią zambrowskim od 1641 roku
- w XVIII w. dziedziczył tu między innymi Albin żonaty z Zuzanną Gołaszewską, jego synem był Bartłomiej, który został prezesem Trybunału Apelacyjnego we Lwowie
- Antoni Gołaszewski
- Jan Klemens Gołaszewski
- Walenty Gołaszewski, syn Tomasza i Agnieszki z Wnorowskich, sprzedał 1784 r. część swoją na wsi Gołasze-Dąb Józefowi Gołaszewskiemu, synowi Piotra i Domicelli z Gołaszewskich[8]

W 1827 r. wieś liczyła 25 domów i 185 mieszkańców.
Szkołę parafialną notowano tu w 1828 roku. Uczyło się w niej 10 chłopców i 1 dziewczyna. Nauczyciel: Józef Kaczyński.
W 1867 r. miejscowość włączono do gminy Wysokie Mazowieckie.
Pod koniec XIX w. Słownik geograficzny Królestwa Polskiego i innych krajów słowiańskich określa Gołasze jako starodawne gniazdo szlacheckie w powiecie mazowieckim, gmina Wysokie Mazowieckie, parafia Kulesze.
W czasie spisu powszechnego z 1921 r. notowano tu 30 domów i 192 mieszkańców.
6 sierpnia 1944 wojska niemieckie rozstrzelały 10 osób, w tym troje dzieci (nazwiska ofiar zostały ustalone) a wieś całkowicie spaliły.